# Ot Vinta!
Ot Vinta — рівненський гурт, один із лідерів української рокабілі-сцени. У своїй творчості активно використовує український фолк і через це назвали жанр свого виконання «украбілі».

## Історія

### 1993—1995
Влітку 1993 року Юрій Журавель разом із Дмитром Мельничуком (типу бас), Володимиром Бреславцем (барабани) і Андрієм Логвісєм (саксофон) фактично почали історію гурту, тоді ще без назви. У липні молода режисер Марина Паскар пропонує Юрію написати музику до дитячої вистави «Пеппі Довгапанчоха» та виступити живими музикантами і акторами одночасно. 24 грудня відбулася прем'єра вистави. Перший публічний концерт гурту «OT VINTA» (назва подобалась ще не всім членам команди) відбувся 12 квітня 1994 року у Палаці дітей та молоді. 22 квітня «OT VINTA» разом із театром-студією «Від ліхтаря» та гуртом «Ретроскоп» відкривають перший і єдиний на той час у місті рок-клуб «Перехрестя», де збиралися прихильники живої музики 50-х. На відкритті клубу «OT VINTA» грали без саксофоніста і з цього моменту вони грали втрьох. В січні 1995 року вийшла вистава «Звичайне диво» Ігоря Марчука, знову ж таки, з музичним оформленням та акторською роботою «OT VINTA». Восени, після фестивалю у Польщі «Baltik Satelid», Бреславець покидає гурт і хлопці шукають нового барабанщика. С. Константинов і А. Марченко також недовго протримались у команді.

### 1996—2004
В січні 1996 року Юрій запрошує зовсім недосвідченого, але запального Андрія Осташа на барабани. 5 місяців потужних репетицій і 21 квітня «OT VINTA» на фестивалі «Перлини сезону» в місті Луцьку беруть вищий бал. 22 квітня відбувся перший повний концерт гурту «OT VINTA» в Палаці дітей та молоді. 24 листопада «OT VINTA» стають дипломантами заключного туру фестивалю «Перлини сезону» в місті Києві, пропустивши вперед гурти Стоп-степ, Океан Ельзи і Імперію страху. У грудні відбувся перший запис на студії «INGALVOX» в місті Львові. За підсумками місцевих мас-медіа, «Ot Vinta!» стають найкращим рок-гуртом року.

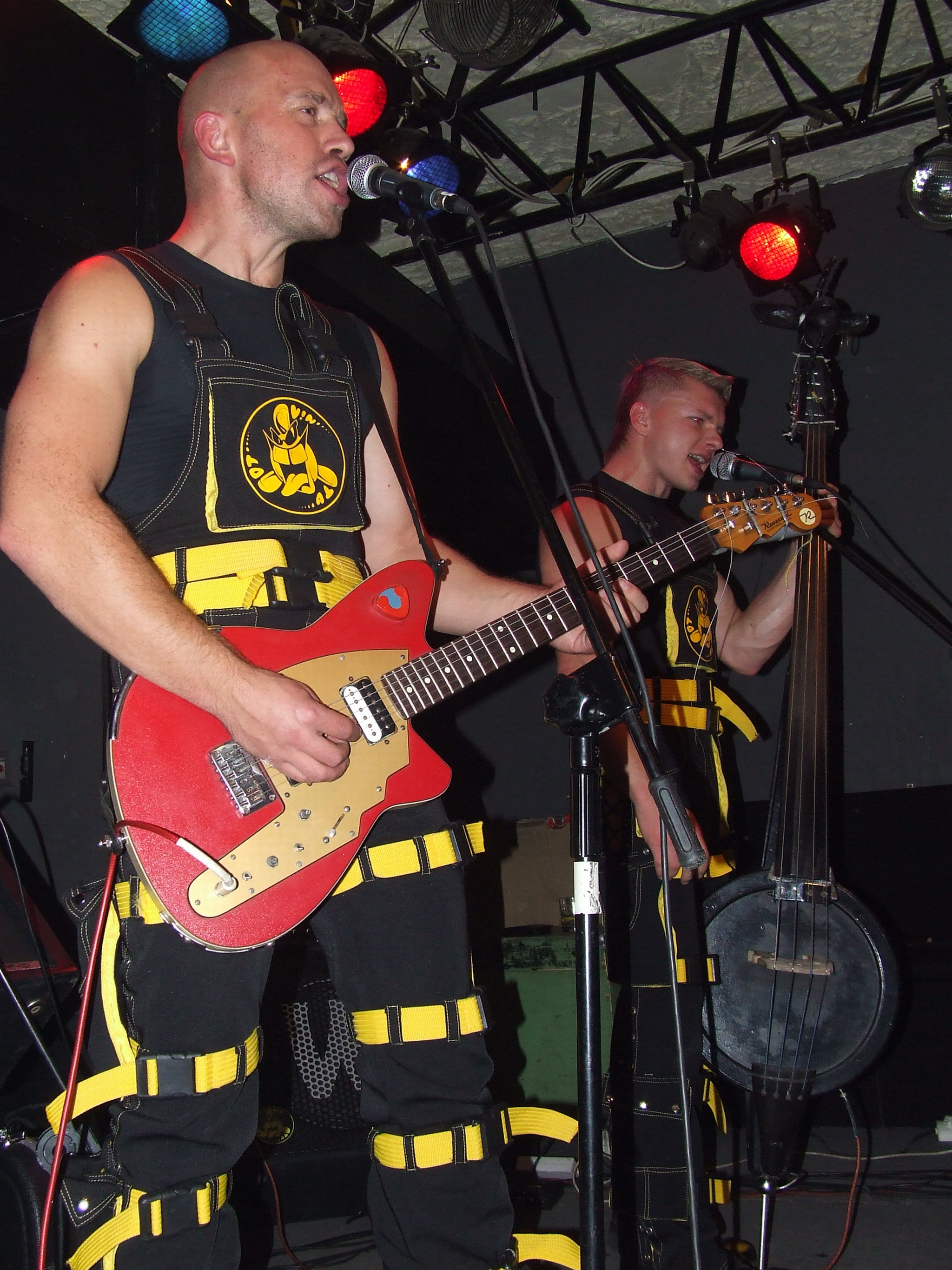
Юрій Журавель

З 1997 року гурт розпочинає активну гастрольну діяльність у багатьох регіонах України. З квітня починають працювати разом із менеджерами Аліною Дейнегою та Юлією Мізандронцевою. Стають лауреатами та дипломантами фестивалів: «Мелодія 97» (м. Львів), «Вечори над Латорицею 97» (м. Мукачево), «Кремі 97» (м. Севастополь). У вересні того ж року разом із колегами і земляками влаштовують фестиваль «Рок & Рівне», який стає традиційним. У грудні записують дві пісні на студії «GOLD LION» (м. Львів).
З 1998 року гурт працює без менеджерської підтримки. У квітні Іванна Довженко, менеджер гурту Mad Heads, запрошує «OT VINTA» записати дві пісні на студії «Дінастія» (м. Київ) для збірки «Перший Український Рокобільний Фронт». На той час гурт був єдиним, хто співав українською мовою.
21 лютого 1999 року OT VINTA "вперше запрошено до Москви у клуб «СВАЛКА», де хлопці відразу сподобалися та отримали майбутнє запрошення та пропозиції. Через місяць із гурту пішов Андрій Осташ. Барабанщиком стає Орест Лозинський, пізніше його змінює Стас Лозовський. Але влітку в гурті знову новий барабанщик Іван Ульянін. Разом із ним «OT VINTA» знову беруть участь у відбірковому фестивалі «Перлини сезону» (м. Запоріжжя) та «Нівроку» (м. Тернопіль). В жовтні з гурту йде контрабасист Дмитро Мельничук. Тому Юрій вирішив об'єднати зусилля з молодим гуртом Crulas: Віктор Пилипчук (гітара, вокал), Володимир Загиней (контрабас, вокал), Олександр Мартюшев (барабани). Перше бойове хрещення відбулося на початку листопада у м. Кузнецовську. 15 листопада «OT VINTA» перемагає у фіналі фестивалю «Перлини сезону». За кошти, виручені від призу, гурт записує пісню «Шуруй» на студії «З ранку до ночі» (м. Київ), та кліп на ТРК «Рівне 1». 21 грудня того ж року гурт запрошують на другий національний канал «Студія 1+1» до програми «Проти ночі».
1 січня 2000 року гурт дає концерт у м. Тернопіль. У лютому хлопців запрошують до Польщі, де вони дають декілька концертів у Варшаві та Чеханові. 21 березня Юрій вперше запрошує до Рівного колег із Києва — гурт «Mad heads», для виступу у рок клубі «ПЕРЕХРЕСТЯ». У відповідь 22 квітня кияни запрошують «OT VINTA» у клуб «SHELTER». Через тиждень Олександр Мартюшев залишає гурт. Але хлопців це не засмучує і вони втрьох, без барабанів, виступають все літо. На початку осені на барабани запрошено Ігоря Герасемчука. В листопаді «OT VINTA» їдуть у м. Білосток (Польща) на фестиваль «Підляська осінь».

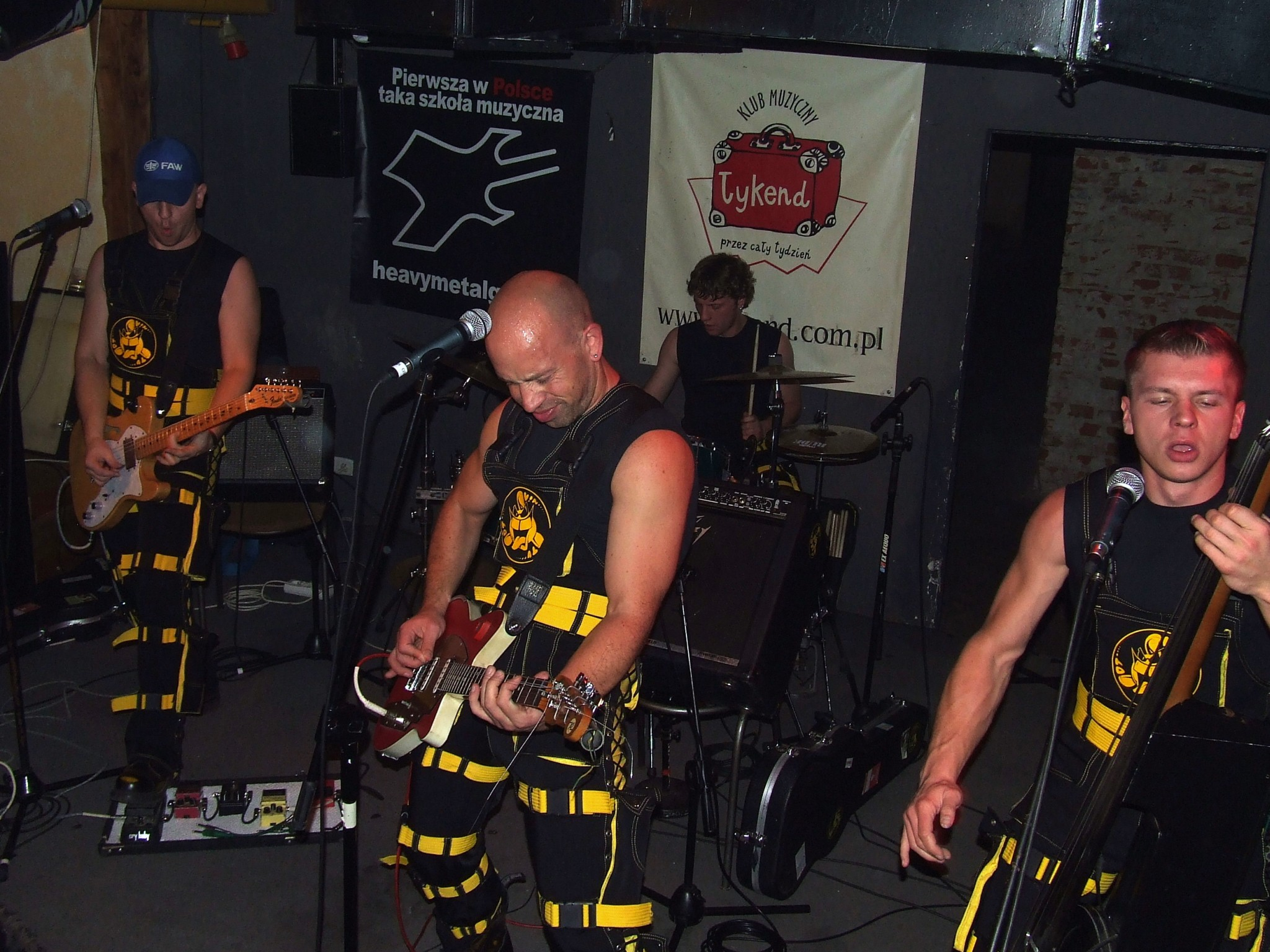

У кінці січня 2001 року Ігор залишає гурт і за барабани сідає Руслан Тригуб, «старий» ударник гурту «Крулас». Його перший концерт у складі «OT VINTA» відбувся 9 лютого у рок-клубі «Перехрестя», куди були запрошені кримчани «Freno de pedales». У червні гурт нарешті пише свій перший альбом на студії «Глорія» (Луцьк). 5 липня «Ot Vinta!» беруть участь у концерті у клубі «СВАЛКА» (Москва) разом із гуртами «Red Elvises», «Містер Твістер» та ін. Іванна знайомить рівненчан із Лєною Стєпановою і вона стає їхнім адміністратором та менеджером. Незабаром вона влаштовує їм декілька концертів у Москві. Також гурт декілька разів запрошують до Польщі та в різні міста України.
У 2002 році Почалася тісна співпраця з менеджером Іванною Довженко. Розширюється географія гастролей: гурт бере участь у багатьох святах та фестивалях:
- «Доскі» (Москва)
- «Тарас Бульба» (Дубно)
- Пластовий Зліт у замку Свірж (Львів)
- «Штормове попередження» (Євпаторія)
- «Фестиваль оптимізму» (Москва)

та багато інших.
У вересні Юрій Журавель та Валерій Цвенюк закінчують роботу над кліпом-мульфільмом «Не мала Баба клопоту купила Порося». У листопаді проходить його презентація на каналі М1, потім кліп транслюють на багатьох каналах України. Завершена робота над альбомом «Дриґтиндимба».

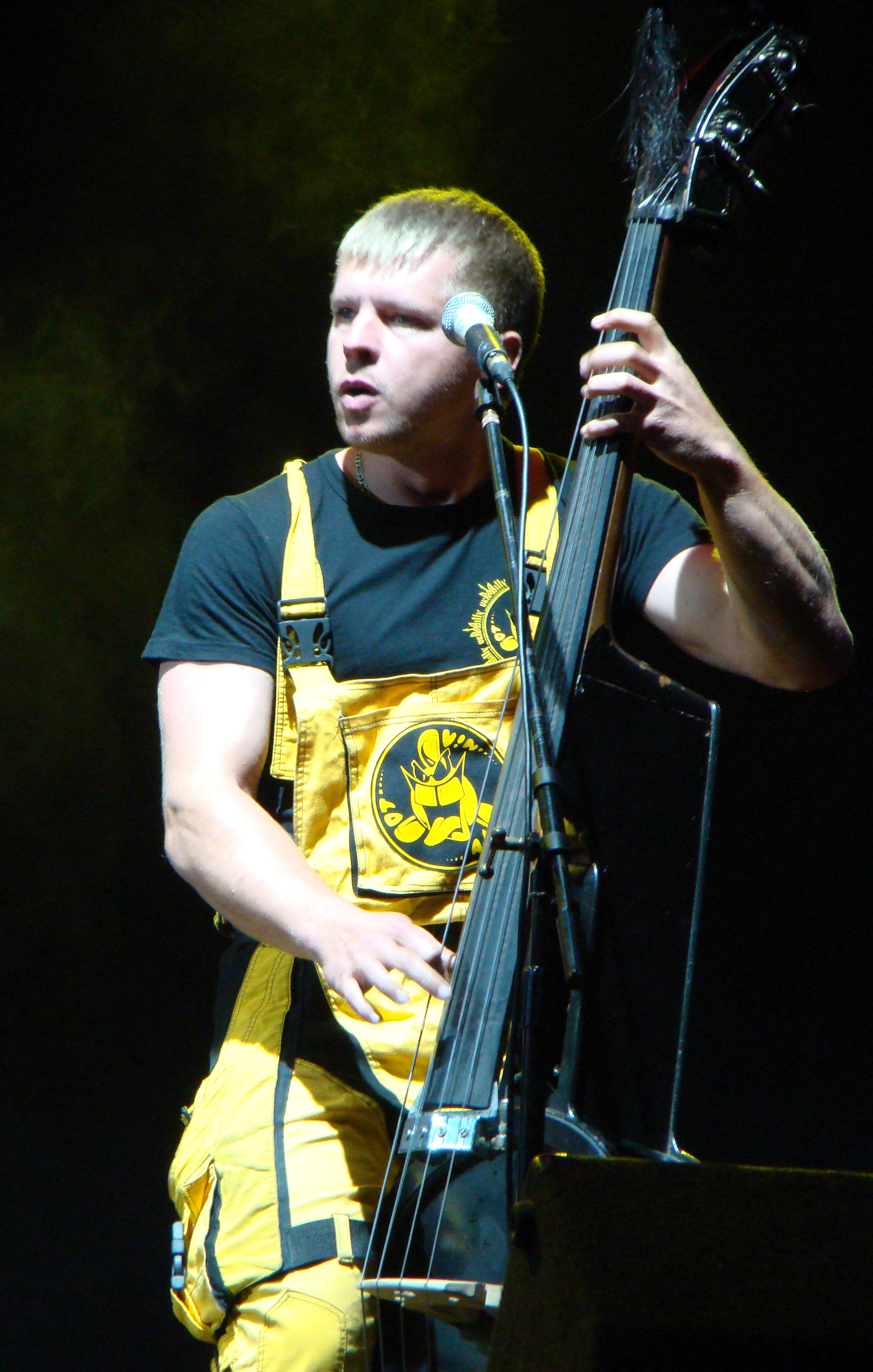
Володимир Загиней

2003 року рекордингова компанія «Астра» випустила першу партію тиражу альбому «Дриґтиндимба». 12 лютого в клубі Buddy Guy (Київ) відбулася прес-конференція і презентація диску, але вже без Руслана Тригуба. Побарабанити замість нього погодився Михайло Земельський. Через деякий час до гурту повернувся Сашко Мартюшев, і вже в березні, на презентації в Рівному, він у робочому екіпажі.
Альбом добре розповсюджується серед слухачів, музика звучить на радіо, займаючи в хіт-парадах лідируючі позиції, мультик «Не мала баба клопоту…» все частіше з'являється на ТБ. На відомому російському порталі multikov.net він протягом 3 місяців займає 1-ше місце.
23 серпня в київському Potato House була реалізована ідея підготувати акустичну програму, яка не раз буде рятувати гурт на теле- та радіоефірах.
Продовжуються гастрольні поїздки Україною, Польщею та Росією, зокрема гурт відвідує Санкт-Петербург, Тулу, Єкатеринбург.

2004 рік був багатий на концерти та гастролі. Після чергової зимово-весняної подорожі Росією, гурт зібрався в тур по Польщі, що був організований лейблом «Koka-Records».
Зламаний ніс Журавля, биті ноги Віті, аварійні екстремальні перекидання водія Валентина, Володі та Сашка, різка зміна форми тарілки «Ride» на «China», і ще купа усіляких пригод під час польського туру, зробили «OT VINTA» переможцями номінації «Екстрим року». Після героїчної подорожі Польщею, запрошення посипались як із рогу достатку: «Лемківська ватра», «Свято полку Уланів», «Івана Купала», «Зустрічі на Мазурах» та інші. Міжнародний фестиваль «Muzicorama-2004» (м. Гіжицько) довів, що музику гурту може сприймати уся Європа. Час від часу гурт повертається в Україну для участі у фестивалях «Рок понад хмарами» (м. Харків), «Нівроку — 2004» (м. Тернопіль), для виступів у турі «Чернігівського пива», концерту з Сестричкою Вікою (м. Львів) та інші. Повернувшись із Росії, 15 листопада, було вирішено розпочати запис альбому «Дарма я наївся цибулі» на студії «Династія» (м. Київ). Але спокійно сидіти в місті, де назрівала Помаранчева революція, було неможливо. «OT VINTA» стають активними учасниками тих подій. Однак, демократію України доводиться захищати знову ж таки в Польщі на телемості-концерті «Київ — Варшава — спільна справа!» та на фестивалі «Люблін — Україна». З 14 по 24 грудня гурт бере участь в автопробігу «Потяг Дружби», їздить Україною, дає концерти та знаходить нових друзів. Виступ на Майдані Незалежності у Києві був яскравим завершенням автопробігу та року, що минув.

### 2005
Після виходу альбому «Дарма я наївся цибулі» (1 квітня 2005 р), розпочалась робота над реміксованими варіантами пісень, паралельно було записано пісню «Два кольори» в дуеті з гуртом «ФлайzZzа», і переробку «Блюз пухлых рук» із репертуару легендарного гурту «Містер Твістер», що отримала назву «Міцні засмальцьовані руки», текст якої став «народною СМСкою». Цього року гурт відпрацював два тури Україною: громадська акція «Не будь байдужим!» та західно-український тур у підтримку «Євробачення». OT VINTA Продовжують гастролювати Україною, Польщею, Росією, Білоруссю. В одній із подорожей музиканти потрапили в аварію під Борисполем, ніхто не постраждав. Почалась співпраця з агентством «Крила». Цьогорічні фестивалі: «Лемківська Ватра», «Тарас Бульба», «Володимир», «Фортеця», «Мазепа-фест», «Гоблін Шоу», «Silver Bullets — 7 years», «Тінькоф» та інші.

### 2006
12 лютого відбулась прем'єра нового кліпу від гурту OT VINTA — «Дарма я наївся цибулі». Протягом року було відзнято ще чотири відео: «Дарма я наївся цибулі RMX», «Опля-картопля», «Тиша навкруги» та «ПОПЕРЕДУ!». Розширилась гастрольна мапа. 12 серпня OT VINTA вперше представляли Україну на міжнародному фестивалі в Литві у м. Вісагіно — «Visagino Country», де отримали звання «Відкриття фестивалю». Таку ж нагороду дістали і на українському фесті «Рок-Січ». Після повернення з Литви на музикантів чекали фестивалі «УКРАБІЛЛІ ВИБУХ!», «Фортеця», «Дні української культури», «Острів Скарбів», «Про-Рок», «День незалежності з Махном», «Масляна на подолі», «Зліт весняних котів», «Барти Фольк», «Етноліто», «Підляська осінь», «IV Пасленська бесіда східних культур», «Прикордонні зустрічі». На останньому отримали нагороду «За розвиток української культури на теренах Польщі». Осінь принесла багато несподіванок. Спочатку у Рівному створилась брейн-ринг команда, запозичивши назву у єдиних меценатів — «OT VINTA». Потім розпочались репетиції спільного дуету OT VINTA та відомого оперного співака Дмитра Гнатюка. Дебют революційного проекту відбувся в Оперному театрі. І вже на початку грудня хлопці, разом із командою «Гагаріни», потрапили в Вищу українську лігу КВН. А 14 грудня в клубі «Бочка» презентували результат роботи цілого року — CD «ПОПЕРЕДУ» (© MOON RECORDS).

### 2007
Влітку 2007 року «OT VINTA» вирушили гастрольним туром по Європі. Сезон єврогастролей успішно відкрився виступом як хедлайнерів на студентському фестивалі «CampusFest», що проходив 6—7 червня в місті Лейпциг (Німеччина). Наступним євро-виїздом OT VINTA помандрували до Словаччини, де 5 липня представляли Україну на потужному молодіжному рок-фестивалі «Hodokvas». Тут довелось виходити на одну сцену з поважними виконавцями як сьогоднішнього дня, так і кінця 1990-х років, а саме Apollo 440, Static X, Placebo, Machine Head, KORN. А наприкінці липня от-вінтисти відвідали Нідерланди, аби заграти на забаві «Zwarte Cross Fest». Після євро подорожей OT VINTA потрапили на південний берег Криму, в місто Судак, до Генуезької фортеці, де відбувся міжнародний Байк-фестиваль «War Zone-IV». Також почали тісно співпрацювати з проектом «Наша пісня». Цього року виявилося, що творчістю OT VINTA зацікавились і в більш віддаленому закордоні. Японська компанія Art Union Group, яка володіє мережею музичних дістро, в обличчі пана Такаюкі Саіто повідомила, що в Японії є чимало поціновувачів творчості OT VINTA, отже перша партія альбомів «Дриг-тин-димба», «Дарма я наївся цибулі» та «ПОПЕРЕДУ» вже потрапили на прилавки японських магазинів. На кінець року, 5 грудня в київському клубі «XLIB» гурт OT VINTA презентував новий альбом «Дупотряска». Це збірка реміксів на пісні з попередніх альбомів. До створення електронно-танцювальних версій відомих хітів долучилися DJ 40А, аранжувальники Nelly Studio, звукорежисер «гвинтів» Дмитро Кірічок та музиканти рівненських гуртів «Брем Стокер» та «Extasy».
Фестивалі: «Етнозима: Масляна на Буковині», «Украбіллі Вибух 3!», «Маzепа Фест», «Тарасова Гора 2007», «Славське рок-фест», «Бескиди», «Фестиваль пам'яті УПА», «День Незалежності з Махном-2007», «Веселий Вареник».

### 2008
Новий рік «OT VINTA» розпочали з дуже незвичного виступу — в січні гурт відіграв концерт у колонії суворого режиму в селі Катеринівка Рівненської області. В червні з нагоди приїзду в Україну Пола Маккартні на одному з провідних телеканалів був проведений конкурс «Бітломанія», в якому OT VINTA стали переможцями з власною версією хіта The Beatles «Love me do», що в «гвинтівському» варіанті отримала назву «Не піду». Ця перемога забезпечила «гвинтам» місця у VIP-зоні на історичному концерті сера Пола, а пісня «Не піду» стала справжнім концертним хітом. В жовтні Юрій Журавель дебютував як письменник. Було презентовано його книгу для дітей «Мазепа. Крок до правди», над якою він працював кілька місяців, консультуючись з істориком Ольгою Ковалевською, а також малюючи ілюстрації до переказу історичних подій. Розпочалася робота над новим альбомом «Потом і кров'ю». Першим кліпом на пісню з майбутньої платівки стало відео «Бабина тумба», яке вийшло на екрани в листопаді.
Фестивалі: «Украбіллі вибух IV», «ЕтноВесна», «Тарасова гора», «Гоблін шоу», «Уніж», «Фортеця», «Октоберфест», «Покрова».

### 2009
Відеографія гурту поповнилася кліпом на колискову «Пісня конвалій», а концертний репертуар кавер-версіями на пісні дружнього гурту «Вася Club» — «Шіді-Ріді» та «Ла-ла-ла», та української народної пісні «Була в мене жінка», яку було презентовано в програмі Фольк Music. У травні OT VINTA всім складом повернулися на сцену театру «Від Ліхтаря», в якому починали свій творчий шлях. Хлопці зіграли головні ролі в виставі «Свинарі» за п'єсою В. Жерєбцова «Подсобное хазяйство», а Юрій Журавель до того ж став художником декорацій. У вересні гурт був визнаний переможцем загальноміського рейтингу Рівного та отримав звання «Гордість міста». Наприкінці року «гвинти» демонстрували неабияку громадянську активність: саджали реліктові дерева гінкго-білоба на Співочому полі в Києві, та подбали про своїх співвітчизників під час карантину з приводу епідемії свинячого грипу, оголосивши Перший відкритий чемпіонат із Хрюк-н-ролу.
Фестивалі: «Украбіллі Вибух V», «1715», «Свірж», «Breakout» (Польща), «ЗахіD» «День Незалежності з Махном».

### 2010
«ОТ ВІНТА» активно працювали в студії над записом пісень до альбому «Потом і кров'ю», відзняли і випустили нові кліпи «Не піду» і «Люблю», а також зробили неочікуваний дует — заспівали пісню «Ніч яка місячна» разом із видатним оперним співаком Володимиром Гришком у шоу «Пороблено в Україні». Паралельно з цим хлопці продовжували грати в спектаклі «Свинарі», який у травні отримав Гран-прі міжнародного фестивалю «ЛіхтArt» — «Золотий Ліхтар». Ще одну премію OT VINTA отримали від радіо ДЖЕМ FM. Вибрики гурту не вписувалися ні в одну з існуючих номінацій премії «НеПопса», тому засновникам довелося створити для них спеціальну відзнаку — «За нестандартний підхід до сценічного образу». Розбурхавши Рівне флешмобом «ЧЖ» — збіговиськом «Чорно-Жовтих Чоловіків та Жінок» — OT VINTA одразу ж взялися до підготовки до участі у Дні шалених польотів «Red Bull Flugtag 2010». Їх політ на єдиній у світі летючій черепасі став найяскравішим номером дня і навіть потрапив до хронік австралійського телеканалу TEN. Також Юрій Журавель долучився до створення фестивалю аматорських фільмів DVERY і став його співорганізатором.
Фестивалі: «Украбіллі вибух V», «День міста» Гіжицько (Польща), «LOKAL!FEST», «Захід», «Гоблін шоу», «Гайдамака.UA», «Козацькі звитяги».

### 2016
Після мітингу в м. Перемишль із погрозами від місцевих націоналістичних ультрас, у липні гурту було повідомлено, що на них у кількості 4 чоловік діє безстрокова заборона в'їзду на територію Польщі.
Гурт розробив концепцію та зняв кліп на свою пісню «Попереду», у якому взяли участь барабанщики і музиканти міста Рівне, учні секції бойового гопака, спеціалісти по фаєр-шоу, учні Школи сучасної хореографії Light та представники школи народного танцю «Дружба».

### 2017
Гурт виконав кавер версію пісні Hell`s Bells AC/DC та зняв кліп, головними акторами якого стали учасники гурту та корови.
У 2017 році гурт виступав на фестивалі в Маріуполі, присвяченому черговій річниці звільнення міста, а також на фестивалі «Бандерштат» у Луцьку.
Для того щоб привернути увагу до руйнування Тараканівського форту гурт зіграв у ньому та зняв відео.
Гурт продовжував збирати гітари в межах акції «Гітара для солдата».

### 2018
На честь першого снігу гурт зняв кліп на пісню «Старий дубе» з туристичними цікавинками Рівненщини.
Гурт очолив велопробіг до Зашкова «Від Степана до Євгена», влаштований до 125-ї річниці  від дня народження полковника Євгена Коновальця.
У червні 2018 року гурт грав на міжнародних змаганнях вальників, які відбулися в Чернівцях.
Гурт продовжував влаштовувати концерти для військовослужбовців Збройних сил України. Так він влаштував концерт для військовослужбовців 44 окрема артилерійська бригада.

### 2019
На початку року гурт подав свою пісню «Чупакабра» для відбору на пісенний конкурс Євробачення 2019. Проте гурт не попав у відбір. Лідер гурту Юрій Журавель так прокоментував цю подію.

| Нас дурять, у нас немає національного відбору. Хітровидумані продюсери заздалегідь вибирають купку сумнівних виконавців для того, щоб пропихнути свій штучний проект. |
14 квітня 2019 року гурт виступив на НСК «Олімпійський» перед початком дебатів кандидатів у президенти України Петра Порошенка та Володимира Зеленського.
Гурт виступив на ХІ етнодуховному фестивалі «Обнова-фест 2019», який відбувся 16 червня 2019 року в Чернівцях та був присвячений Року сім’ї в Україні, а також ювілею композитора і поета Володимира Івасюка.
12 липня 2019 року гурт у Кропивницькому взяв участь у фестивалі «Кропфест-2019». Іншими гуртами, які брали участь у фестивалі були гурти: «LETAY» тa «СКАЙ». Також у липні гурт виступав на фестивалі Княжий-2019, який відбувся у Володимир-Волинському (Волинська область).
16 грудня 2019 року відбувся благодійний концерт гурту, зароблені кошти з якого були спрямовані на внесення застави за генерала Марченка. Із 20 мільйонів гривень активістам вдалося зібрати близько мільйона, решту коштів під час концерту гурту внесла сім’я Порошенків.

### 2020
До Дня святого Валентина гурт за один день зняв свій кліп на пісню «У полі край села».
В березні 2020 року гурт виступав у місті Лозова (Харківська область) з нагоди 206-ї річниці Тараса Шевченка, та для того, щоб підтримати опозиційну кандидатку від «Європейської солідарності» на 179-му окрузі.

### 2021
23 серпня 2021 взяли участь у фестивалі «Ти у мене єдина» в Сєвєродонецьку, підтримавши своїм виступом встановлення рекорду з наймасовішого виконання пісні Володимира Івасюка «Червона рута», коли цю пісню на центральній площі міста одночасно заспівали понад 5200 виконавців.

### 2022
10 червня 2022 року музиканти приїхали до Луцька у рамках волонтерського проєкту angarmusicstage. Протягом вуличного концерту вони збирали гроші на Збройні сили України. На зібрані гроші волонтери купують турнікети для захисників України.

## Учасники

### Теперішні учасники
- Юрій Журавель (вокал, гітара, банджо, гармоніка)
- Віктор Пилипчук (гітара, сопілка, укулеле, бек-вокал)
- Володимир Загиней (козабас, бек-вокал)
- Олександр Семенчук (барабани)

### Колишні учасники
- Сергій Мирончук (барабани)
- Руслан Тригуб
- Олександр Мартюшев (барабани)
- Володимир Бреславець (барабани)
- Андрій Осташ (барабани)
- Орест Лозинський (барабани)
- Стас Лозовський (барабани)
- Іван Ульянін (барабани)
- Дмитро Мельничук (контрабас)

## Дискографія

### Альбоми
- 2003 — «Дриґтиндимба»
- 2005 — «Дарма я наївся цибулі»
- 2006 — «ПОПЕРЕДУ»
- 2008 — «Дупотряска»
- 2011 — «Потом і кров'ю»
- 2014 — «Пілотка»

### Участь у збірках
- 1998 — «Український Рокабільний Фронт»

### Кліпи
- 2002 — «Не мала баба клопоту, купила порося [Архівовано 10 серпня 2019 у Wayback Machine.]»
- 2005 — «Дарма я наївся цибулі [Архівовано 3 травня 2020 у Wayback Machine.]»
- 2006 — «Дарма я наївся цибулі» (ремікс)
- 2006 — «Опля-картопля [Архівовано 19 березня 2021 у Wayback Machine.]»
- 2006 — «Тиша Навкруги… [Архівовано 27 січня 2020 у Wayback Machine.]»
- 2006 — «Попереду жахи шляхи!»
- 2008 — «У лісі лісі темному… [Архівовано 13 січня 2020 у Wayback Machine.]»
- 2011 — «Гайда за журавлем [Архівовано 13 лютого 2019 у Wayback Machine.]»
- 2011 — «Новорічний Дзинь»
- 2011 — «Люблю»
- 2011 — «Пісня конвалій [Архівовано 13 лютого 2019 у Wayback Machine.]»
- 2011 — «Бабина Тумба»
- 2011 — «У мене... Україна!»
- 2012 — «Не піду»
- 2012 — «Це Різдво»
- 2013 — «Накурила Баба Журавля»
- 2014 — «У полі край села»
- 2014 — «16 тонн» (відео)
- 2015 — «Кохайтеся, чорноброві»
- 2015 — «Hells Bells [Архівовано 11 червня 2020 у Wayback Machine.]»
- 2016 — «Наші хлопці на війні [Архівовано 2 січня 2020 у Wayback Machine.]»
- 2016 — Ми коло! [Архівовано 12 січня 2017 у Wayback Machine.]
- 2016 — Попереду [Архівовано 28 березня 2020 у Wayback Machine.]
- 2018 — Асенізатор
- 2018 — Дзинь Дзилинь

## Цікаві факти
- У російському повнометражному комп'ютерно-анімаційному мультфільмі «Садко» кілька разів звучить музична тема з пісні «Накурила Баба Журавля»..